# José Villa
José Villa (* Martín Coronado, provincia de Buenos Aires, 1966) es un poeta argentino de la llamada "generación del 90" . Fue director de la revista 18 Whiskys, cuyos únicos dos números (dobles) llamaron la atención por su desenfado a comienzos de los '90. También integró la editorial DelDiego. 
Forma parte del proyecto digital Atmósfera. Se desempeña como corrector de imprenta.

## Obras
- Cornucopia (1996)
- 8 poemas (1998)
- Poemas largos (2005)
- Es un campo (2006)
- Camino de vacas -obra reunida- (2007)